# Колоссео (станция метро)
Колоссео (итал. Colosseo) — станция линии B римского метрополитена. Открыта в 1955 году. На станции установлены платформенные раздвижные двери.

## Окрестности и достопримечательности
Вблизи станции расположены:
- Колизей
- Золотой дом Нерона
- Базилика Максенция
- Парк Целия
- Военный госпиталь на Целии

### Церкви
- Сан-Пьетро-ин-Винколи
- Санто-Стефано-Ротондо
- Санти-Джованни-э-Паоло
- Санти-Куаттро-Коронати
- Базилика Святого Климента

### Форумы
- Римский форум
- Императорский форум
  - Форум Цезаря
  - Форум Августа
  - Форум Нервы
  - Форум Траяна
- Капитолий
  - Капитолийские музеи
  - Кордоната

## Наземный транспорт
Автобусы: 51, 75, 81, 85, 87, 117, 118.
Трамвай: 3.